# Marlies Mejías
Marlies Mejías García (Güira de Melena, Província de Artemisa, 29 de dezembro de 1992), é uma ciclista cubana de pista e rota.[carece de fontes?] Atualmente corre para a equipa estado-unidense de categoria UCI Women's Team, máxima categoria feminina do ciclismo de estrada a nível mundial, o Sho-Air Twenty20.

## Palmarés em pista
O seguinte é o palmarés em ciclismo de pista em categoria elite:
| - 2011 - Campeonato Pan-Americano de Ciclismo em Pista - Bronze em Perseguição individual - Ouro em Perseguição por equipas (junto com Yoanka González, Yudelmis Domínguez) - Ouro em Omnium - Jogos Pan-Americanos em Guadalajara - Bronze em Omnium - 2012 - Campeonato Pan-Americano de Ciclismo em Pista - Prata em Perseguição individual - Ouro em Omnium - 2013 - Campeonato Pan-Americano de Ciclismo em Pista - Ouro em Perseguição individual - Ouro em Perseguição por equipas (junto com Arlenis Sierra, Yudelmis Domínguez) - Ouro em Omnium - 2014 - Campeonato Pan-Americano de Ciclismo em Pista - Bronze em Velocidade por equipas (junto com Lisandra Guerra) - Prata em Perseguição individual - Prata em Perseguição por equipas (junto com Yumari González, Yoanka González) - Prata em Omnium - Jogos Centro-americanos e das Caraíbas de Veracruz - Ouro em Perseguição individual - Ouro em Perseguição por equipas (junto com Arlenis Sierra, Yudelmis Domínguez e Yumari González) - Ouro em Velocidade por equipas (junto com Lisandra Guerra) - Ouro em Omnium - Copa do Mundo de ciclismo em pista de 2014-2015 em Guadalajara - Prata em Omnium | - 2015 - Jogos Pan-Americanos em Toronto - Prata em Velocidade por equipas (junto com Lisandra Guerra) - Bronze em Omnium - 2016 - Campeonato Pan-Americano de Ciclismo em Pista - Prata em Perseguição individual - Terceira em corrida de exibição (não puntuable) em Madison ou Americana - Ouro em Omnium - 2017 - Campeonato Pan-Americano de Ciclismo em Pista - Bronze em Perseguição por equipas (junto com Arlenis Sierra, Mailín Sánchez, Yeima Torres) - Prata em Scratch - 2018 - Jogos Centro-americanos e das Caraíbas em Pista - Ouro em Perseguição individual - Ouro em Scratch - Ouro em Perseguição por equipas (junto com Arlenis Sierra, Yudelmis Domínguez e Maylin Sánchez) |

## Palmarés em estrada
O seguinte é o palmarés atingido em estrada em categoria elite:
| - 2010 - 2.ª no Campeonato de Cuba em Estrada - 2012 - 3.ª no Campeonato de Cuba em Estrada - 2013 - 2.ª no Campeonato Pan-Americano em Estrada - 2014 - 2.ª no Campeonato de Cuba em Estrada - 3.ª no Campeonato de Cuba Contrarrelógio - Jogos Centro-americanos e das Caraíbas - 2015 - 2.ª no Campeonato de Cuba em Estrada - Campeonato de Cuba Contrarrelógio - Campeonato Pan-Americano em Estrada - 2.ª nos Jogos Pan-Americanos em Estrada | - 2016 - 3.ª no Campeonato de Cuba Contrarrelógio - 3.ª no Campeonato de Cuba em Estrada - 2017 - 3.ª no Campeonato Pan-Americano Contrarrelógio - Tour Feminino Internacional em Uruguai, mais 3 etapas - Tour Ciclístico a San Juan, mais 4 etapas - 2018 - 3.ª no Campeonato Pan-Americano Contrarrelógio - Campeonato de Cuba Contrarrelógio - 2021 - Campeonato Pan-Americano Contrarrelógio |